# Тимфи
Ти́мфи (греч. Τύμφη) — гора в Греции.
Находится в западной части страны, в префектуре Янина. Шестая по высоте вершина в Греции. Имеет три пика: самый высокий пик Гамила (Γκαμήλα) высотой 2497 метров над уровнем моря, Гура (Γκούρα) 2467 метров и Астрака (Αστράκα) 2432 метра. Её длина составляет примерно от 20 до 25 километров с востока на запад а ширина около 15 километров с севера на юг.
На склоне Тимфи расположено одно из озер альпийского типа Драколимни.